# Sauklippe
Die Sauklippe im Kellerwald ist ein 584,4 m ü. NHN hoher, nordöstlicher Nebengipfel des Hunsrück bei Bad Zwesten im Bergkamm Hoher Keller im nordhessischen Schwalm-Eder-Kreis.

## Geographie

### Lage
Die Sauklippe liegt im Südosten von Kellerwald und Naturpark Kellerwald-Edersee. Ihre bewaldete Bergkuppe erhebt sich 1,3 km (Luftlinie) nordöstlich vom Hunsrück (584,4 m), einem nordöstlichen Nebengipfel vom Wüstegarten, dem höchsten Berg des Kellerwalds. Sie gehört zur Gemarkung des 4,7 km nordöstlich gelegenen Bad Zwesten und liegt 3 km westsüdwestlich von deren Gemeindeteil Oberurff-Schiffelborn. Bis nahe an die Kuppe heran reichen die Gemeinde- und Stadtgebiete insbesondere des 4,5 km südsüdöstlich liegenden Jesberg, aber auch des 9,5 km nördlich gelegenen Bad Wildungen, dessen Stadtteil Bergfreiheit 2,3 km nordwestlich des Bergs liegt.
In Richtung Norden fällt die Sauklippen-Landschaft zum Tal der Urff, nach Osten zur Schwalm und Südosten zur Gilsa ab. Urff und Gilsa münden nicht weit voneinander entfernt rund 6,5 km (Luftlinie) östlich des Bergs in die Schwalm.

### Naturräumliche Zuordnung
Die Sauklippe bildet zusammen mit dem Wüstegarten (675,3 m) und dem Hunsrück (635,9 m; beide im Südwesten) den Bergkamm „Keller“ (auch „Hoher Keller“ genannt). Dieser gehört in der naturräumlichen Haupteinheitengruppe Westhessisches Berg- und Senkenland (Nr. 34), in der Haupteinheit Kellerwald (344) und in der Untereinheit Hoher Kellerwald (344.0) zum Naturraum Jeust und Keller (344.00).

## Wandern
Etwas südlich vorbei an der Kuppe der Sauklippe verläuft der Abschnitt Oberurff-Schiffelborn–Hunsrück des Kellerwaldsteigs (156 km langer Wanderweg im Naturpark Kellerwald-Edersee) und etwas westlich vorbei der Abschnitt Bergfreiheit–Jesberg des Lulluspfads (184 km langer Wanderweg, der den Edersee mit dem Rennsteig verbindet). Stichwege und -pfade führen zur Kuppe.